# 阿舍斯莱本
阿舍斯莱本（德語：Aschersleben，發音：[ˈaʃɐsˌleːbn̩] ⓘ）是德国萨克森-安哈尔特州萨尔茨兰县的城市，面积156.20平方千米，2023年12月31日人口为26,416人。